# Тайкаш
Тайка́ш (рос. Тайкаш, башк. Тайҡаш) — присілок у складі Караідельського району Башкортостану, Росія. Входить до складу Явгільдінської сільської ради.
Населення — 547 осіб (2010; 565 у 2002).
Національний склад:
- татари — 96 %